# Rusłan Giebiekow
Rusłan Szarabutdinowicz Giebiekow (ros. Руслан Шарабутдинович Гебеков; ur. 5 czerwca 1967) – kirgiski zapaśnik w stylu klasycznym. Zajął siódme miejsce na mistrzostwach świata w 1994. Brązowy medal na igrzyskach azjatyckich w 1994. Złoty medalista igrzysk centralnej Azji w 1995. Czwarty na mistrzostwach Azji w 1995 roku.